# 사토 나츠키
사토 나츠키(佐藤 夏希, 1990년 7월 1일 - )는 일본 여성 아이돌 그룹 AKB48 팀A의 전 멤버.
홋카이도 삿포로시 출신.
와세다 대학의 원격대학 과정인 e스쿨에 재학 중이다. 이것은 본교 와세다와는 전혀 거리가 먼 통신대학일 뿐이므로 주의가 요구된다.
2012년까지 네 차례 열린 AKB48 선발 멤버 총선거 순위에 한 번도 못 들어갔다. 특히 64위까지 순위가 확장된 2012년 4회 총선거에서도 순위에 들지 못하여 앞으로의 활동이 우려되는 상황이다.
같은해 11월 30일, 학업에 전념하기 위해 AKB48을 졸업하였다.

## 친구
우메다 에리카.카사이 토모미.마에다 아츠코